# Списак немачких бојних бродова
Списак немачких бојних бродова обухвата бојне бродове које су поринули Немачко царство или Нацистичка Немачка крајем XIX и у првој половини 20. века.
Сви бродови који су поринути у периоду 1891—1908. године су преддредноти. Након изградње британског бојног брода Дреднот 1906. године, сви нови бродови су грађени као дредноти.

### КласаБранденбург
- Тежина: 10.060 тона
- Топовско наоружање: 4 × 280 mm (11 "); 18 × 150 ; 12 × 88 , плус 12 митраљеза
- Торпедне цеви: 6 × 450
- Оклоп: 300  појас; 230 mm куле главне артиљерије;  палуба
- Погон: 10.000 КС (17 kn (31 km/h))
- Даљина пловљења: 4.500 наутичких миља/ 10 kn (19 km/h)
- Бродови класе: 4: Курфирст Фридрих Вилхелм, Бранденбург, Вајсенбург и Верт
- Завршетак градње: 1893—1894.

### КласаКајзер Фридрих III
- Тежина: 10.790 тона
- Топовско наоружање: 4 × 280  (11"); 18 × 150 ; 12 × 88 , плус 12 митраљеза
- Торпедне цеви: 6 × 450
- Оклоп: 300  појас; 250  куле главне артиљерије; 75  палуба
- Погон: 14.000 КС (18 kn (33 km/h))
- Даљина пловљења: 4.500 наутичких миља/ 10 kn (19 km/h)
- Бродови класе: 5: Кајзер Фридрих III, Кајзер Вилхелм II, Кајзер Вилхелм дер Гросе, Кајзер Карл дер Гросе, и Кајзер Барбароса
- Завршетак градње: 1898—1902.

### КласеВителсбах
- Тежина: 11.800 тона
- Топовско наоружање: 4 × 280  (11"); 18 × 150 ; 12 × 88 , плус 14 митраљеза
- Торпедне цеви: 5 × 450
- Оклоп: 230  појас; 250  куле главне артиљерије; 75  палуба
- Погон: 15.000 КС (18 kn (33 km/h))
- Даљина пловљења: 5.000 наутичких миља/ 10 kn (19 km/h)
- Бродови класе: 5: Вителсбах, Ветин, Церинген, Швабен, и Мекленбург
- Завршетак градње: 1902—1904.

### КласаБрауншвајг
- Тежина: 13.200 тона
- Топовско наоружање: 4 × 280  (11"); 14 × 170 mm; 18 × 88 mm, плус 4 митраљеза
- Торпедне цеви: 6 × 450
- Оклоп: 220 mm појас; 250  куле главне артиљерије; 75  палуба
- Погон: 16.000 КС (18 kn (33 km/h))
- Даљина пловљења: 5.200 наутичких миља/ 10 kn (19 km/h)
- Бродови класе: 5: Брауншвајг, Елзас, Хесен, Прусен, и Лотринген
- Завршетак градње: 1904—1906. године.

### КласаДојчланд
- Тежина: 13.200 тона
- Топовско наоружање: 4 × 280  (11"); 14 × 170 -{-{; 20 × 88 mm, плус 4 митраљеза
- Торпедне цеви: 6 × 450
- Оклоп: 230  појас; 280  куле главне артиљерије; 75  палуба
- Погон: 16.000 КС (18 kn (33 km/h))
- Даљина пловљења: 5.500 наутичких миља/ 10 kn (19 km/h)
- Бродови у класи: 5: Дојчланд, Хановер, Померн, Шлезвих-Холштајн, и Шлезин
- Завршетак градње: 1906—1908. године.
- Напомена: „Померн“ је потопљен у бици код Јиланда, 2 су учествовала у Другом светском рату

### КласаНасау
- Тежина: 18.570 тона
- Топовско наоружање: 12 × 280 mm (11"); 12 × 150 mm; 16 × 88
- Торпедне цеви; 6 × 450
- Оклоп: 290 mm појас; 280  куле главне артиљерије; 100  палуба
- Погон: 22.000 КС (19,5 kn (36,1 km/h))
- Даљина пловљења: 9.400 наутичких миља/ 10 kn (19 km/h)
- Бродови у класи: 4: Насау, Вестфален, Рајнланд, и Позен
- Завршетак градње: 1910. године
- Напомена: сасечени између 1921. и 1924. године

### КласаХелголанд
- Тежина: 22.400 тона
- Топовско наоружање: 12 × 305 mm (12"); 14 × 150 ; 8 × 88
- Торпедне цеви: 6 × 500
- Оклоп: 300  појас; 280  куле главне артиљерије; 100  палуба
- Погон: 28.000 КС (20 kn (37 km/h))
- Даљина пловљења: 5.500 наутичких миља/ 10 kn (19 km/h)
- Бродови у класи: 4: Хелголанд, Острисланд, Тиринген, и Олденбург
- Завршетак градње: 1911. године
- Напомена: „Хелголанд“ потопљен од посаде у Скапа флоу, „Острисланд“ потопљен након рата у америчкој проби ваздушних напада, остали сасечени 1921. и 1923. године.

### КласаКајзер
- Тежина: 24.330 тона
- Топовско наоружање: 10 × 305  (12"); 14 × 150 ; 8 × 88
- Торпедне цеви: 5 × 500
- Оклоп: 350  појас; 300 mm куле главне артиљерије; 75  палуба
- Погон: 31.000 КС (21 kn (39 km/h))
- Даљина пловљења: 9.500 наутичких миља/ 10 kn (19 km/h) (или 7.900 наутичких миља/ 12 kn (22 km/h))
- Бродови у класи: 5: Кајзер, Фридрих дер Гросе, Кајзерин, Кениг Алберт, и Принзрегент Леополд
- Завршетак градње: 1912—1913.
- Напомена: Сви потопљени од посада у Скапа Флоу.

### КласаКениг
- Тежина: 25.390 тона
- Топовско наоружање: 10 × 305  (12"); 14 × 150 mm; 10 × 88
- Торпедне цеви: 5 × 500
- Оклоп: 350  појас; 350  куле главне артиљерије; 100  палуба
- Погон: 31.000 КС (21 kn (39 km/h))
- Даљина пловљења: 10.000 наутичких миља/ 10 kn (19 km/h) (или 8.000 наутичких миља/ 12 kn (22 km/h))
- Бродови у класи: 4: Кениг, Гросер Курфист, Маркграф, and Кронпринз Вилхелм
- Завршетак градње: 1914. године
- Напомена: Сви потопљени од посада у Скапа Флоу.

### КласаБајерн
- Тежина: 28.074 тона
- Топовско наоружање: 8 × 381 mm (15"); 16 × 150 mm; 2 × 88
- Торпедне цеви: 5 × 600mm
- Оклоп: 350  појас; 350  куле главне артиљерије; 120  палуба
- Погон: 52.000 КС (22 kn (41 km/h))
- Даљина пловљења: 9.000 наутичких миља/ 10 kn (19 km/h)
- Бродови у класеи: 4: Бајерн, Баден, Сашен, и Виртенберг
- Завршетак градње: два брода су завршена 1916—1917. године.
- Напомена: два брода су поринута 1917. године, нису завршена. Један од изграђених бродова потопила посада у Скапа Флоу.

### КласаГнајзенау
- Тежина: 31.700 тона
- Топовско наоружање: 9 × 280 mm (11"); 12 × 150 mm; 14 × 105 mm; 16 × 37 mm; 10 × 20
- Торпедне цеви: 6 × 533
- Авиони: 1 катапулт за лансирање хидроавиона (1-3 хидроавиона)
- Оклоп: 350  појас; 340 mm куле главне артиљерије; 110 mm палуба
- Погон: 161.164 КС (32 kn (59 km/h))
- Даљина пловљења: 8,380 наутичких миља/ 15 kn (28 km/h) (или 7.100 наутичких миља/ 19 kn (35 km/h))
- Бродови у класи: 2: Гнајзенау и Шарнхорст
- Завршетак градње: 1938—1939.
- Напомена: Оба изгубљена у Другом светском рату

### КласаБизмарк
- Тежина: 41.700 тона
- Топовско наоружање: 8 × 380 mm (15"); 12 × 150 ; 16 × 105 ; 16 × 37 mm; 20 × 20
- Торпедне цеви: нема
- Авиони: 4 катапулта за лансирање хидроавиона
- Оклоп: 320 mm појас; 360 mm куле главне артиљерије; 120  палуба
- Погон: 150.170 КС (30 kn (56 km/h))
- Даљина пловљења: 9.280 наутичких миља/ 16 kn (30 km/h) (или 6.640 наутичких миља/ 24 kn (44 km/h))
- Бродови у класи: 2: Бизмарк и Тирпиц
- Завршетак градње: 1940—1941.
- Напомена: Оба изгубљена у Другом светском рату

### Класа Х
- Тежина: 52.560 тона
- Топовско наоружање 8 × 406 mm (16"); 12 × 150 ; 16 × 105 ; 16 × 37 mm; 24 × 20
- Торпедне цеви: 6 × 533
- Авиони: 6 катапулта за лансирање хидроавиона
- Оклоп: 327 mm појас; 390 mm куле главне артиљерије; 120  палуба
- Погон: 165.000 КС (30 kn (56 km/h))
- Даљина пловљења: 16.000 наутичких миља/ 19 kn (35 km/h)
- Бродови у класи: 6 - 2 почела градња, плус 4 у плану
- Напомена: Градња отказана 1941. године.